# Aviron aux Jeux olympiques d'été de 1936
Navigation
Édition précédente Édition suivante

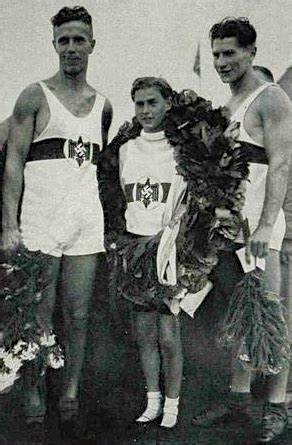

Aux Jeux olympiques de Berlin, 7 compétitions d'aviron se sont disputées.

## Tableau des médailles
| Rang  | Pays            | Médaille d'or, Jeux olympiques | Médaille d'argent, Jeux olympiques | Médaille de bronze, Jeux olympiques | Total |
| ----- | --------------- | ------------------------------ | ---------------------------------- | ----------------------------------- | ----- |
| 1     | Allemagne       | 5                              | 1                                  | 1                                   | 7     |
| 2     | Grande-Bretagne | 1                              | 1                                  | 0                                   | 2     |
| 3     | États-Unis      | 1                              | 0                                  | 1                                   | 2     |
| 4     | Italie          | 0                              | 2                                  | 0                                   | 2     |
| 5     | Suisse          | 0                              | 1                                  | 1                                   | 2     |
| 6     | Danemark        | 0                              | 1                                  | 0                                   | 1     |
| 6     | Autriche        | 0                              | 1                                  | 0                                   | 1     |
| 8     | France          | 0                              | 0                                  | 2                                   | 2     |
| 9     | Argentine       | 0                              | 0                                  | 1                                   | 1     |
| 9     | Pologne         | 0                              | 0                                  | 1                                   | 1     |
| Total | Total           | 7                              | 7                                  | 7                                   | 21    |

## Podiums
| Podiums                              | | | |
| Skiff hommes                         | Gustav Schäfer Allemagne 8 min 21 s 5 | Josef Hasenöhrl Autriche 8 min 25 s 8 | Daniel Barrow États-Unis 8 min 28 s 0 |
| Deux de couple hommes                | Jack Beresford Leslie Southwood Royaume-Uni 7 min 20 s 8                                                                                                 | Willi Kaidel Joachim Pirsch Allemagne 7 min 26 s 2 | Roger Verey Jerzy Ustupski Pologne 7 min 36 s 2 |
| Deux en pointe sans barreur hommes   | Willi Eichhorn Hugo Strauß Allemagne 8 min 16 s 1 | Richardt Olsen Harry Julius Larsen Danemark 8 min 19 s 2 | Horacio Podestá Julio Curatella Argentine 8 min 23 s 0 |
| Deux en pointe avec barreur hommes   | Gerhard Gustmann Herbert Adamski Dieter Arend Allemagne 8 min 36 s 9                                                                                     | Almiro Bergamo Guido Santin Luciano Negrini Italie 8 min 49 s 7 | Georges Tapie Marceau Fourcade Noël Vandernotte France 8 min 54 s 0                                                                                                  |
| Quatre en pointe sans barreur hommes | Rudolf Eckstein Anton Rom Martin Karl Wilhelm Menne Allemagne 7 min 01 s 8                                                                               | Thomas Bristow Alan Barrett Peter Herbert Jackson John Sturrock Royaume-Uni 7 min 06 s 5                                                                                   | Hermann Betschart Hans Homberger Alex Homberger Karl Schmid Suisse 7 min 10 s 6                                                                                      |
| Quatre en pointe avec barreur hommes | Hans Maier Walter Volle Ernst Gaber Paul Söllner Fritz Bauer Allemagne 7 min 16 s 2                                                                      | Hermann Betschart Hans Homberger Alex Homberger Karl Schmid Rolf Spring Suisse 7 min 24 s 3.                                                                               | Fernand Vandernotte Marcel Vandernotte Marcel Cosmat Marcel Chauvigné Noël Vandernotte France 7 min 33 s 3                                                           |
| Huit en pointe avec barreur          | Herbert Morris, Charles Day, Gordon Adam (en), John White (en), James McMillin, George Hunt, Joe Rantz, Donald Hume, Robert Moch États-Unis 6 min 25 s 4 | Guglielmo Del Bimbo, Dino Barsotti, Ottorino Quaglierini, Oreste Grossi, Enzo Bartolini, Mario Checcacci, Dante Secchi, Enrico Garzelli, Cesare Milani Italie 6 min 26 s 0 | Alfred Rieck, Helmut Radach, Hans Kuschke, Heinz Kaufmann, Gerd Völs, Werner Loeckle, Hans-Joachim Hannemann, Herbert Schmidt, Wilhelm Mahlow Allemagne 6 min 26 s 4 |